# 衡陽師範學院
衡阳师范学院，是中华人民共和国湖南省的一所全日制公办师范类本科大学，坐落在湖南省衡阳市。其前身可追溯到1904年的湖南官立南路师范学堂。1958年，成立衡阳师范专科学校。1999年原衡阳师范高等专科学校与原衡阳教育学院合并成立该校。2001年，原湖南第三师范学校并入。
1912年，湖南官立南路师范学堂更名为湖南省立第三师范学校，1953年更名为衡阳师范，1962年更名为湖南第三师范学校。
1979年，衡阳教育学院成立。

## 院系设置
- 人文社会科学系
- 经济与管理系
- 法律系
- 中文系
- 新闻与传播系
- 外语系
- 数学与计算科学系
- 物理与电子信息科学系
- 化学与材料科学系
- 资源环境与旅游管理系
- 计算机科学系
- 音乐系
- 美术系
- 体育系
- 生命科学系
- 教育科学系
- 继续教育学院
- 南岳学院
- 中兴通讯信息工程学院（自2015年开始招生）